# Jermaine Guice
Jermaine Edward Guice (Columbus, 2 settembre 1972) è un ex cestista statunitense.

## Palmarès

### Squadra
- Campionato francese: 1

Le Mans: 2005-06
- Semaine des As: 1

Le Mans: 2006

### Individuale
- LNB Pro A MVP straniero: 1

Le Havre: 2004-05